# マイクロ波分光法
マイクロ波分光法（Microwave spectroscopy）とは、マイクロ波の帯域での分光法。

## 概要
分子はそれぞれ固有のスペクトルの電磁波を放射している。それを受信することで組成、分子構造を識別できる。
複数の測定法があり、試料に周波数を変化させながらマイクロ波を印加して特定の周波数での吸収を観測する手法と電波望遠鏡を使用して固有の周波数の信号を受信する手法がある。電波望遠鏡を使用する場合には微弱な信号を受信するために受信機の検出器には超伝導素子が使用され、極低温に冷却される。

## 測定装置
マイクロ波分光法にはスペクトラムアナライザが使用される